# Битва при Ландриано
Битва при Ландриано — сражение, состоявшееся 21 июня 1529 года между французскими войсками под командованием Франсуа I де Бурбон-Сен-Поль и испанской армией во главе с Антонио де Лейва. Один из эпизодов войны Коньякской лиги. Французская армия была разбита, а её командующий взят в плен. Битва ознаменовала конец претензиям французского короля Франциска I на Северную Италию.

## Предыстория
В 1528 году Генуэзский адмирал Андреа Дориа, недовольный действиями Франциска I, который скупо платил за службу, перешёл на службу к императору Карлу V. В этом же году он снимает французскую осаду Неаполя, чему способствовала эпидемия чумы, поразившая французские войска и унесшая жизнь командующего армией, генерала Оде де Фуа. После его смерти французские войска пытались бежать, однако были настигнуты и разбиты испано-имперскими войсками под руководством Филибера Шалонского.

## Битва
21 июня 1529 году французские войска дислоцировались в Ландриано, недалеко от Павии, когда были атакованы испанской армией. Командующий французскими войсками, граф Франсуа I де Бурбон-Сен-Поль вместе с армейским резервом были взяты в плен, что сильно ослабило французскую армию. Она была полностью разбита. Пленение командующего французской армии оставило Миланское герцогство под полным контролем Карла V.

## Последствия
Дальнейшие военные действия продолжились без французского участия, армии Карла V во главе с принцем Оранским Филибером противостояла Флорентийская республика во главе с Алессандро Медичи. Франциск I был вынужден начать переговоры о мире. 3 августа французская королева-мать Луиза Савойская и тётка испанского императора Маргарита подписали Камбрейский мирный договор на условиях императора Карла. Франция заплатила выкуп за освобождение сыновей Франциска в два миллиона экю, Артуа, Фландрия и Турнэ утверждались как владения Испании и Франциск отказывался от претензий на Северную Италию. Франция вышла из войны и перестала поддерживать своих союзников в войне против императора Карла V.